# Fédération du Nicaragua de football
La Fédération du Nicaragua de football (Federación Nicaragüense de Fútbol (es) FENIFUT) est une association regroupant les clubs de football du Nicaragua et organisant les compétitions nationales et les matchs internationaux de la sélection du Nicaragua.
La fédération nationale du Nicaragua est fondée en 1931. Elle est affiliée à la FIFA depuis 1950 et est membre de la CONCACAF.